# Aponeurosis bicipital
La aponeurosis bicipital (también conocida como lacertus fibrosus) es una amplia aponeurosis del bíceps braquial, que se encuentra en la fosa cubital del codo. Separa las estructuras superficiales de las profundas en gran parte de la fosa.

## Estructura
La aponeurosis bicipital se origina en la inserción distal del bíceps braquial, y se inserta en la fascia profunda del antebrazo.  El tendón del bíceps se inserta en la tuberosidad radial, y la aponeurosis bicipital se sitúa medialmente a ella. Refuerza la fosa cubital, ayudando a proteger la arteria braquial y el nervio mediano que pasa por debajo.

### Variaciones
Algunos individuos (alrededor del 3% de la población) tienen una arteria cubital superficial que discurre superficialmente a la aponeurosis bicipital en lugar de por debajo de ella. Estos individuos corren el riesgo de sufrir una lesión accidental en la arteria cubital durante la venipuntura.

## Importancia clínica
La aponeurosis bicipital es superficial a la arteria braquial y al nervio mediano, pero profunda a la vena cubital mediana. Esta protección es importante durante la venopunción (extracción de sangre).
Es una de las estructuras que hay que incidir durante la fasciotomía en el tratamiento del síndrome compartimental agudo del antebrazo y la región del codo.